# ムムタズマハル (競走馬)
ムムタズマハル (Mumtaz Mahal) はイギリス (出生当時はグレートブリテンおよびアイルランド連合王国) の競走馬。愛称は「マムティ」。2歳牝馬として驚異的なスピードを示し「Flying Filly」とも呼ばれた。繁殖牝馬としても娘の産駒に活躍馬が多数出て、母レディジョセフィン、姉レディジュラーとともに名牝系を作り上げた。馬名はムガル帝国第5代皇帝・シャー・ジャハーンの第一王妃ムムターズ・マハルが由来。

## 戦績
ムムタズマハルは父ザテトラークから優れたスピードと、父と同じ毛色（芦毛にベンドア斑）を受け継ぎこの世に生を受けた。父とは違いすばらしい馬体だったため、1歳時のセリで後の大馬産家アーガー・ハーン3世に9100ギニーという当時としては2番目に高い価格で購入されている。
2歳時の調教で既に高いスピードを示し、調教の試走（5ハロン≒1 km）ではフライアーズドウター（英クラシック三冠馬バーラムの母）に半ハロン（約100メートル）もの差を開いて先着した。1923年5月16日のスプリングステークス（ニューマーケット競馬場）でデビューすると、楽に流して後のオークス優勝馬ストレイスレース相手に楽勝した。続いて出走したロイヤルアスコット開催のクイーンメアリーステークスでは10馬身差を記録し、ナショナルブリーダーズプロデュースステークスを4馬身、モールコームステークスを10馬身、シャンペンステークスを3馬身と無敵の5連勝を飾った。しかし、インペリアルプロデュースステークスでは調子を崩し、アーケード (Arcade) を相手に初の敗戦を喫してしまった。
それでも3歳の復帰戦1000ギニーでは圧倒的な一番人気に押された。しかし初のマイル戦でスタミナが切れゴール前失速、プラックの2着に敗れた。次走のコロネーションステークスでも距離が長く5着に敗れている。結局1マイル以上の距離では勝てなかった。その後6ハロンのキングジョージステークスとナンソープステークスを連勝し引退した。
現役時代の総評としては先細りの早熟のスプリンターだったが、Flying Fillyの名に相応しく2歳時に見せたスピードは驚異的であったと伝えられている。

## 繁殖成績
引退後はアーガー・ハーン3世のシェシューン牧場で繁殖牝馬となった。Milzaはジュライカップを勝ち、Badruddinはサセックスステークスを勝った。繁殖牝馬となったMumtaz Begum、Mah Mahal、Rustom Mahalを経由してムムタズマハルのファミリーラインは発展している。牝系子孫は、海外ではナスルーラやロイヤルチャージャー、マームード、ミゴリ、アバーナントなどで、日本ではホクトベガやタニノギムレット、スマートファルコン、タイトルホルダーなどがいる（ナスルーラはMumtaz Begumの直仔）。
ムムタズマハルはその後フランスに移されたが第二次世界大戦によりドイツに接収された。ドイツ占領下で1943 - 1944年ごろに死亡したようである。

## 牝系図
牝系図の主要な部分（G1競走優勝馬、日本の重賞馬）は以下の通り。*は日本に輸入された馬。
牝系図の出典：galopp-sieger.de
- Vintner Mare - F-No.9始祖
  - （4代省略）
    - Crab Mare - F-No.9-c始祖
      - （14代省略）
        - Lady Josephine 1912
          - Lady Julor 1919 ---レディジュラー系へ
            - Sansonnet 1933
              - Neolight 1943
                - Minaret 1948 ---ミナレット系へ

          - Mumtaz Mahal 1921 ---←(改行)
            - Mah Mahal 1928
              - Mah Iran 1939 ---マーイラン系へ

            - Mumtaz Begum 1932 ---ムムタズベグム系へ
              - Sun Princess 1937
                - Tessa Gillian 1950
                  - Courtessa 1955 ---コーテッサ系へ

---↓ムムタズマハル系
- Mumtaz Mahal 1921
  - Mah Mahal 1928
    - Mahmoud 1933（英ダービー、英シャンペンステークスほか）
    - Mah Iran 1939 ---→マーイラン系へ
    - Mbale 1945
      - Princess Mbale 1955
        - Shiah Princess 1964
          - Nashima 1974 
            - Dismasted 1982（フラワーボウルハンデキャップ）

      - Flavia 1958
        - Flaxen 1968
          - *タニノシーバード 1972
            - タニノスイセイ 1983（朝日チャレンジカップ、北九州記念）
            - タニノクリスタル 1988
              - タニノディオーネ 1996
                - タニノジュレップ 2005
                  - ローズジュレップ 2014（兵庫ジュニアグランプリ）

              - タニノカリス 1997
                - ハギノアレグリアス 2017（名古屋大賞典）

              - タニノギムレット 1999（東京優駿など重賞4勝）

  - Mumtaz Begum 1932 ---→ムムタズベグム系へ
  - Rustom Mahal 1934
    - Fille du Regiment 1942
      - Armentieres 1952
        - *マーチングソング 1963
          - マークリゼア 1974
            - ハーモニーゼア 1982
              - ラガーチャンピオン 1990（セントライト記念）

    - Abernant 1946（ミドルパークステークス、ジュライカップなど）

### マーイラン系
- Mah Iran 1939
  - Migoli 1944（凱旋門賞、英チャンピオンステークスほか）
  - Star of Iran 1949
    - Star of Shiraz 1955
      - Esmerald 1960
        - Gulab 1966
          - Gulanar 1974
            - Magnificent Star 1988（ヨークシャーオークス）

        - *ペルシアンプリンセス 1967
          - *ペルシアンテール 1973
            - ラグビーボール 1983（NHK杯、高松宮杯）

    - Petite Etoile 1956（英オークス、英1000ギニーほか）
      - Zahra 1974
        - Zariya 1980 
          - Zariliya 1996
            - Zarinia 2001
              - Igugu 2007（ダーバンジュライなどGI4勝）

        - Zarzaya 1982
          - Spring Morning 1998
            - French Fifteen 2009（クリテリウム・アンテルナシオナル）

        - Zarna 1987
          - Zarkana 1992
            - Zarkasha 1999
              - Zarkava 2005（凱旋門賞、仏オークスなどGI5勝）
                - Zarak 2013（サンクルー大賞）

        - Zaila 1988
          - Zainta 1995（仏オークス、サンタラリ賞）

  - Mah Behar 1952
    - Nucciolina 1957
      - *アリアーン 1968
        - キョウエイシラユキ 1980
          - ケイシュウハーブ 1988
            - ワールドクリーク 1995（東京大賞典）
            - キョウエイハツラツ 2002
              - リッカルド 2011（エルムステークス）

            - スマートファルコン 2005（JBCクラシック、東京大賞典など重賞19勝）

      - Alama 1969
        - Nishapour 1975（仏2000ギニー）
        - Nassipour 1980（ロマンズインターナショナル）

      - Alannya 1972
        - Alaviya 1985
          - Lilac Fairy 1993
            - Fuji Fairy 2001
              - Yosei 2007（豪1000ギニーなどGI3勝）

        - Aliysa 1986
          - Alaiyda 1991
            - Alamshar 2000（愛ダービー、KGV&QES）

        - Aliya 1994
          - Alandi 2005（愛セントレジャー、カドラン賞）

      - Allara 1973
        - Alruccaba 1983
          - Alouette 1990
            - Alborada 1995（英チャンピオンステークス）
            - Albanova 1999（オイロパ賞などGI3勝）
              - Alwilda 2010
                - Alpinista 2017（凱旋門賞、バイエルン大賞などGI6勝）

              - All At Sea 2011
                - Eldar Eldarov 2019（英セントレジャー）

          - Last Second 1993
            - Approach 2000
              - Coronet 2014（サンクルー大賞、ジャンロマネ賞）

            - Intrigued 2002
              - Curious Mind 2010
                - Galileo Chrome 2017（英セントレジャー）

            - Aussie Rules 2003（仏2000ギニー、シャドウェルターフマイルステークス）

          - Jude 1994
            - Quarter Moon 1999（モイグレアスタッドステークス）
              - Diamondsandrubies 2012（愛プリティーポリーステークス）

            - Yesterday 2000（愛1000ギニー）

          - Alleluia 1998
            - Allegretto 2003（ロワイヤルオーク賞）

  - Danira 1953
    - *ダラノーア 1960（モルニ賞）

  - Persian Garden 1956
    - Persian Apple 1967
      - Tifrums 1977
        - *インナティフ 1989（伊ダービー）
        - Continuous 1991
          - Snapdragon 2003
            - Snapdancer 2016（ロバートサングスターステークス、メムジーステークス）

    - Garden of Delight 1969
      - Daniela Samuel 1982 
        - Prince Arthur 1992（伊2000ギニー）

### ムムタズベグム系
- Mumtaz Begum 1932
  - Sun Princess 1937
    - Royal Charger 1942
    - Irish Eyes 1943 
      - Irish Air 1957
        - Irish Way 1965
          - Wayward Lass 1972（CCAオークス）

    - Alassio 1947 
      - Margaret Ann 1956
        - Maryland Wood 1962
          - St. Johns Wood 1967
            - Stand By Me 1980
              - Snug Dinner 1991
                - Sweet Stream 2000（ヴェルメイユ賞）

        - No Relation 1965
          - Off Shore 1977
            - Lichen Lady 1982
              - Mossman 1995（カースルメインクラシック）

            - Foreign Bank 1988
              - Guineas 1994（ゴールデンスリッパーステークス）

    - Tessa Gillian 1950
      - Courtessa 1955 ---→ コーテッサ系へ

  - Dodoma 1939
    - Diableretta 1947
      - Ginetta 1956（仏1000ギニーなど）
        - Nasreen 1964
          - Sharmeen 1972
            - Shergar 1978（英ダービーなどGI3勝）
            - Sherzana 1985
              - Sherkiya 1994
                - Choc Ice 1998（E.P.テイラーステークス）

            - Shamarzana 1987 
              - Shamadara 1993
                - Shamdara 1998
                  - Shamdinan 2004（セクレタリアトステークス）

                - Shamdala 2002（ミラノ大賞典）

            - Sharamana 1991
              - Shalamantika 1999
                - Shalanaya 2006（オペラ賞）

          - Nilmeen 1973
            - Nawazish 1978 
              - Nafzawa 1987
                - Nafzira 1994
                  - Cottonmouth 2004
                    - Dylan Mouth 2011（伊ジョッキークラブ大賞などGI3勝）

    - Rose of Africa 1948
      - Rosalee 1958
        - Princess Lee 1963
          - Laura Russell 1970
            - Luisa Morales 1976
              - Longobarda 1981
                - Sopran Londa 1995
                  - Cima de Triomphe 2005（伊ダービー）

    - Omelia 1950
      - Kakia 1956
        - Perle Noire 1962
          - Laparia 1969
            - Ilyaara 1976
              - Ifrad 1982（アーリントンハンデキャップ）

        - Zakyna 1965
          - Funny Hobby 1974（パリ大賞典）

  - Nasrullah 1940（英チャンピオンステークス）
  - Bibibeg 1941
    - Bibi Toori 1949
      - Tina 1957
        - Pristina 1962
          - Rose Dubarry 1969（英ノーフォークステークス）

        - Tenzone 1966
          - Combattente 1978
            - Coastal Bluff 1992（ナンソープステークス）

        - Guillotina 1969
          - One Way Street 1981
            - Grape Tree Road 1993（パリ大賞典）

    - Quaheri 1959
      - Break Through 1970
        - Ribbon 1977
          - Risen Star 1985（プリークネスステークス、ベルモントステークス）

  - Rivaz 1943
    - Palariva 1953
      - Atrevida 1958
        - Mintika 1963
          - Mounayn 1974
            - Majanada 1982
              - Madiriya 1987
                - Manndar 1996（WRターフクラシック、マンハッタンハンデキャップ）
                - Mandalara 1997
                  - Mandesha 2003（アスタルテ賞などGI3勝）

        - *シャークスキン 1969
          - クールフェアー 1978
            - タケノファルコン 1982
              - ホクトベガ 1990（エリザベス女王杯など重賞4勝）
              - カシオペアレディ 1997
                - フラワーロック 2008
                  - ジャスティンロック 2019（京都2歳ステークス）

        - Habat 1971

      - Khairunissa 1960
        - Kalamoun 1970（仏2000ギニーなどGI3勝）
        - Khayra 1975
          - Khaiyla 1984
            - Khalisa 1993
              - Khalkevi 1999（パリ大賞典）

    - Spicy Living 1960
      - Spicy Life 1973 
        - Little Brianne 1985（サンタマリアハンデキャップ、サンタマルガリータハンデキャップ）

  - Malindi 1947
    - Chandelle 1959
      - Oh So Fair 1967 
        - Roussalka 1972
          - Summer Impressions 1980
            - Walimu 1989
              - Ameerat 1998（英1000ギニー）

          - Rain Date 1987
            - Polar Queen 1992
              - Collier Hill 1998（香港ヴァーズなどGI3勝）

        - Oh So Hot 1978
          - Zonda 1988
            - Lady Zonda 1999
              - *ヒバーイェブ 2007（フィリーズマイル、イエローリボンステークス）
                - Wuheida 2014（マルセルブサック賞、BCフィリー&メアターフ）

        - Rowa 1981
          - Rowat Arazi 1995
            - Bribon 2003（メトロポリタンハンデキャップ）

        - Oh So Sharp 1982（英牝馬クラシック三冠）
          - Shaima 1988
            - Shantou 1993（英セントレジャーなどGI3勝）

          - Rosefinch 1989（サンタラリ賞）

      - Chanderelle 1971
        - Loboette 1976
          - Marshesseaux 1983
            - Breathless Charm 1991
              - Ladue 1996
                - Lucifer's Stone 2001（ガーデンシティBCハンデキャップ）

            - Left Bank 1997（ヴォスバーグステークスなどGI3勝）

        - Buckeye Gal 1982
          - River Bay 1993（ハリウッドターフカップ、チャールズウィッティンガムステークス）

#### コーテッサ系
- Courtessa 1955
  - Klairessa 1969
    - Eight Carat 1975
      - Cotehele House 1980
        - Chalet Girl 1985
          - Mulan Magic 1999
            - Opulence 2005
              - Verry Elleegant 2015（メルボルンカップ、チッピングノートンステークス2回などGI11勝）

        - Theme Song 1987
          - Emerald Dream 1996（NZインターナショナルステークス）

        - Danewin 1991（マッキノンステークス、ドゥームベンカップなどGI5勝）

      - Diamond Lover 1982
        - Antwerp 1988
          - Viscount 1998（豪シャンペンステークスなどGI3勝）

        - Tristalove 1990（オーストララシアンオークス、サイアーズプロデュースステークス）
          - Chimeara 1997
            - De Beers 2002（ローズヒルギニー）

        - Don Eduardo 1998（オーストラリアンダービー）

      - Marquise 1991
        - Shower of Roses 1999（ストームクイーンステークス）

      - Octagonal 1992（オーストラリアンカップなどGI10勝）
      - Mouawad 1993（オーストラリアンギニーなどGI3勝）

    - Great Klaire 1976
      - St Klaire 1984
        - Telesto 1989（チッピングノートンステークス、ジョージライダーステークス）
        - Bonanova 1994（エミレーツステークス）

    - Habibti 1980（アベイ・ド・ロンシャン賞などGI3勝）
      - Reem Albaraari 1988 
        - Morshdi 1998（伊ダービー、バーデン大賞）

      - Desert Darling 1996
        - Zalika 2000
          - Humidor 2012（メムジーステークスなどGI3勝）

    - L'Anno d'Oro 1985
      - Scotch Pebble 1990
        - L'Anello 1999
          - White Gold 2002
            - *ミスティックジャーニー 2015（オーストラリアンギニー）

  - Lora 1972
    - Loralane 1977
      - Nuryana 1984
        - Rebecca Sharp 1994（コロネーションステークス）
        - Fleche d'Or 2006
          - Golden Horn 2012（英ダービー、凱旋門賞などGI4勝）

      - Littlewick 1989
        - Fontanella Borghese 1994（チリセントレジャー）

      - Young Vic 1992
        - Youthful Presence 1997
          - Kidnapped 2006（サウスオーストラリアンダービー）
          - Hauraki 2011（エプソムハンデキャップ）

        - Aim For Gold 2000 
          - Geblitzt 2006
            - Vow and Declare 2015（メルボルンカップ）

    - On the House 1979（英1000ギニー、サセックスステークス）
      - St Radegund 1994
        - Rhadegunda 2005
          - Cracksman 2014（チャンピオンステークス2回など重賞4勝）

    - Lora's Guest 1984
      - Top Table 1989
        - *メーヴェ 2008
          - メロディーレーン 2016
          - タイトルホルダー 2018（菊花賞、天皇賞（春）、宝塚記念など重賞5勝）

## 血統表
| ムムタズマハル（Mumtaz Mahal)の血統 | ムムタズマハル（Mumtaz Mahal)の血統                   | ムムタズマハル（Mumtaz Mahal)の血統                   | （血統表の出典）                                      | （血統表の出典）   |
| 父系                                | ザテトラーク系                                        | ザテトラーク系                                        | ザテトラーク系                                        | [ § 2 ]            |
| 父 The Tetrarch 1911 芦毛           | 父の父Roi Herode 1904 芦毛                            | Le Samaritain                                         | Le Sancy                                              | Le Sancy           |
| 父 The Tetrarch 1911 芦毛           | 父の父Roi Herode 1904 芦毛                            | Le Samaritain                                         | Clementina                                            |                    |
| 父 The Tetrarch 1911 芦毛           | 父の父Roi Herode 1904 芦毛                            | Roxelane                                              | War Dance                                             | War Dance          |
| 父 The Tetrarch 1911 芦毛           | 父の父Roi Herode 1904 芦毛                            | Roxelane                                              | Rose of York                                          |                    |
| 父 The Tetrarch 1911 芦毛           | 父の母Vahren 1897 栗毛                                | Bona Vista                                            | Bend Or                                               | Bend Or            |
| 父 The Tetrarch 1911 芦毛           | 父の母Vahren 1897 栗毛                                | Bona Vista                                            | Vista                                                 |                    |
| 父 The Tetrarch 1911 芦毛           | 父の母Vahren 1897 栗毛                                | Castania                                              | Hagioscope                                            | Hagioscope         |
| 父 The Tetrarch 1911 芦毛           | 父の母Vahren 1897 栗毛                                | Castania                                              | Rose Garden                                           |                    |
| 母 Lady Josephine 1912 栗毛         | 母の父Sundridge 1898 栗毛                             | Amphion                                               | Rosebery                                              | Rosebery           |
| 母 Lady Josephine 1912 栗毛         | 母の父Sundridge 1898 栗毛                             | Amphion                                               | Suicide                                               |                    |
| 母 Lady Josephine 1912 栗毛         | 母の父Sundridge 1898 栗毛                             | Sierra                                                | Springfield                                           | Springfield        |
| 母 Lady Josephine 1912 栗毛         | 母の父Sundridge 1898 栗毛                             | Sierra                                                | Sanda                                                 |                    |
| 母 Lady Josephine 1912 栗毛         | 母の母Americus Girl 1905 栗毛                         | Americus                                              | Emperor of Norfolk                                    | Emperor of Norfolk |
| 母 Lady Josephine 1912 栗毛         | 母の母Americus Girl 1905 栗毛                         | Americus                                              | Clara D.                                              |                    |
| 母 Lady Josephine 1912 栗毛         | 母の母Americus Girl 1905 栗毛                         | Palotta                                               | Gallinule                                             | Gallinule          |
| 母 Lady Josephine 1912 栗毛         | 母の母Americus Girl 1905 栗毛                         | Palotta                                               | Maid of kilcreene F-No.9-c                            |                    |
| 母系(F-No.)                         | 9号族(FN:9-c)                                         | 9号族(FN:9-c)                                         | 9号族(FN:9-c)                                         | [ § 3 ]            |
| 5代内の近親交配                     | Doncaster5･5×5=9.38%、Speculum 5×5×5、Rouge Rose 5× 5 | Doncaster5･5×5=9.38%、Speculum 5×5×5、Rouge Rose 5× 5 | Doncaster5･5×5=9.38%、Speculum 5×5×5、Rouge Rose 5× 5 | [ § 4 ]            |
| 出典                                | 1. 2. 3. 4.                                           | 1. 2. 3. 4.                                           | 1. 2. 3. 4.                                           | 1. 2. 3. 4.        |